# Manuel Martínez Fernández
Manuel Martínez Fernández (Ciudad de México, 1949) es un investigador mexicano, primer director general del Consejo de Ciencia y Tecnología del Estado de Morelos. Anteriormente fue director del Centro de Investigación en Energía de la UNAM. PhD física Universidad de Oxford

## Semblanza
Durante 2018 fue Coordinador General de CeMIESol.
Actualmente es investigador titular en el IER de la UNAM, en Planeación Prospectiva para el Desarrollo Sustentable, Innovación y Demanda Social de la Energía.

## Reconocimientos
- Premio Nacional de Energía Renovable 2005, Primer Lugar en la Categoría de Promoción - Secretaría de Energía y Comisión Nacional de Ahorro de Energía
- Miembro Fundador y Presidente de la Academia de Ingeniería
- Miembro Fundador y segundo Presidente de la Asociación Nacional de Energía Solar
- Miembro Fundador del Consejo Directivo de la Universidad Politécnica del Estado de Morelos
- Consejero del Sector Institutos de Desarrollo Científico Tecnológico - Gobierno de Temixco, Morelos
- Doctor honoris causa por la UNICACH

### Al Centro de Investigación en Energía, durante su gestión
- Primer Lugar del Premio Nacional de Energía Renovable en la categoría de Innovación - Secretaría de Energía y Comisión Nacional de Ahorro de Energía
- Segundo Lugar del Premio Nacional de Energía Renovable en la categoría de Promoción - Secretaría de Energía y Comisión Nacional de Ahorro de Energía